# Katharina Voß
Katharina Voß (* 1967 in Bremen; † 26. Februar 2018) war eine deutsche Theaterschauspielerin.

## Leben
Katharina Voß studierte von 1991 bis 1994 Schauspiel an der Hochschule für Schauspielkunst „Ernst Busch“ in Berlin. Nach dem Studium gastierte sie an verschiedenen Theatern. Nach ihrem Erstengagement am Theater Rudolstadt spielte sie am Theater Greifswald (Spielzeit 1996/97), in Frankfurt am Main und Recklinghausen (1997–1999), an der Berliner Volksbühne, am Theater Vorpommern und ab 1999 an den Freien Kammerspielen Magdeburg. 
Von 2000 bis 2004 war sie am Hans-Otto-Theater in Potsdam engagiert. In der Spielzeit 2003/04 gehörte sie dort zur Besetzung des satirischen Stücks Der Feuerwehrball von Herbert Olschok. 2004 spielte sie dort in Die Zofen von Jean Genet. Außerdem war sie im April 2004, neben Ursula-Rosamaria Gottert (als Eva Braun), die Magda Goebbels in der Potsdamer Uraufführung der Nazi-Persiflage Goebbels und Geduldig von Peter Steinbach. Von 2006 bis 2008 gehörte sie fest zum Ensemble des Theaters Rudolstadt.
Ab September 2008 war sie festes Ensemblemitglied am Theater Heilbronn. Zu ihren Bühnenrollen dort gehörten u. a. Sittah in Nathan der Weise, die Mutter Iokaste in Antigone, die Händlerin Lheureuse in Madame Bovary (Spielzeit 2014/15), die Claire Zachanassian in Der Besuch der alten Dame (Spielzeit 2016/17) und, als Männerrolle, der St. Just in Dantons Tod. Voß spielte am Theater Heilbronn außerdem die drei Frauenrollen in der norwegischen Komödie Elling (Spielzeit 2008/09) und von März bis Juli 2013 die Rollen Ginger/Kellnerin im Musical Promises, Promises. Ihre letzte Bühnenrolle am Theater Heilbronn war die Dienerin Maria in der Shakespeare-Komödie Was ihr wollt in der Spielzeit 2017/18. In dieser Rolle trat Voß bis kurz vor ihrem Tod am Theater Heilbronn auf. 
2015 wurde Voß mit dem Kilianpreis des Theatervereins Heilbronn für ihre schauspielerischen Leistungen ausgezeichnet.
Gelegentlich arbeitete Voß auch für Film und Fernsehen. Für das Kino stand sie 2005 in Der rote Kakadu von Dominik Graf vor der Kamera. 
Voß starb im Februar 2018 im Alter von 50 Jahren nach langer, schwerer Krankheit. Sie war verheiratet und Mutter von zwei Söhnen. Ihre Familie lebt in Schleswig-Holstein.